# Rijekaresolutionen

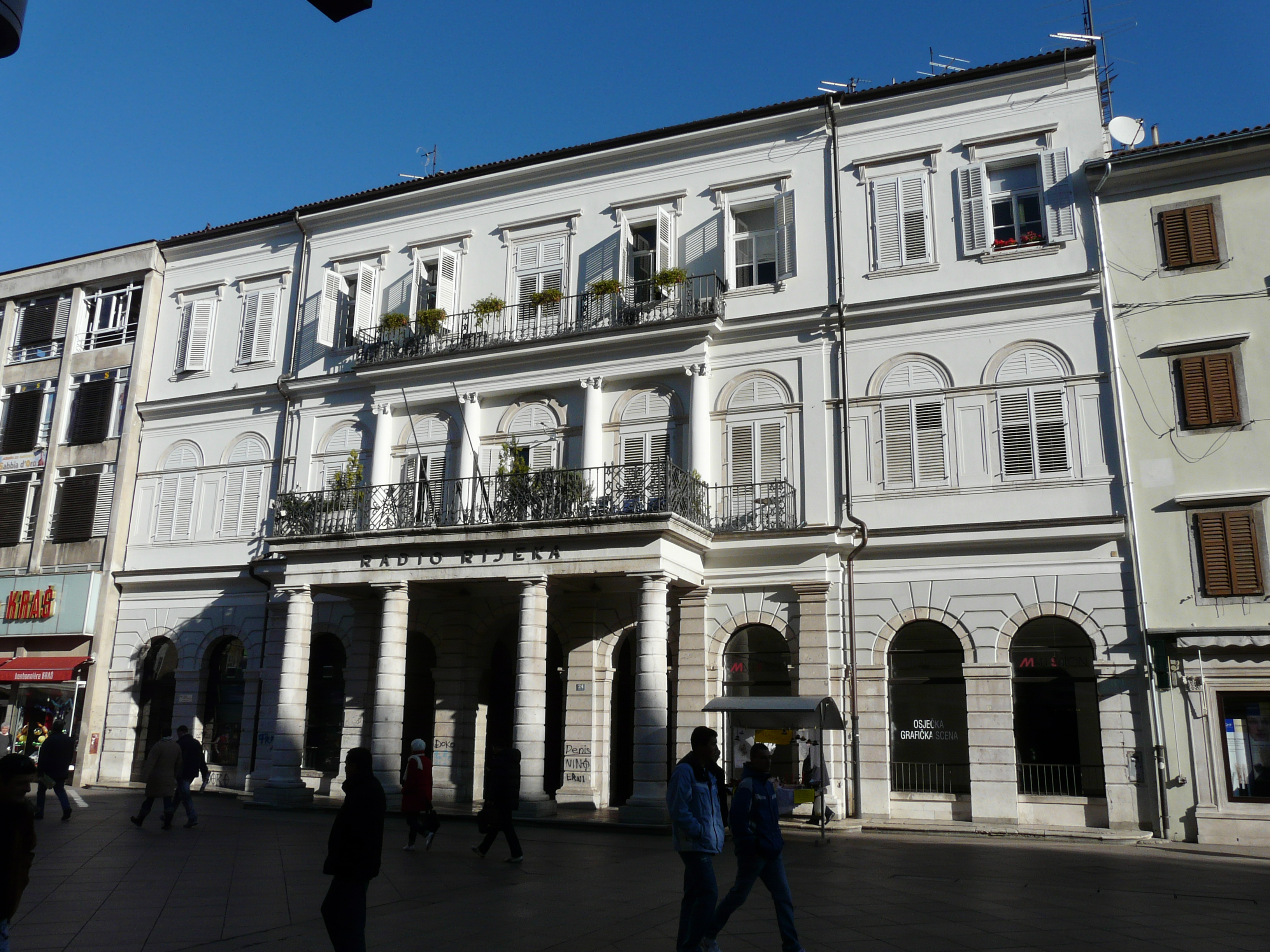
Radio Rijekas byggnad år 2008 – byggnaden där Rijekaresolutionen antogs år 1905. Rijekaresolutionens torg (Trg Riječke rezolucije) bakom byggnaden är uppkallat till minne av resolutionen.

Rijekaresolutionen (kroatiska: Riječka rezolucija) var ett politiskt dokument och resolution som undertecknades och antogs den 3 oktober 1905 i staden Fiume i dåvarande Österrike-Ungern (nuvarande Rijeka i Kroatien). Dokumentet hade sin grund i det politiska program som uppstått år 1903 och kallades "den nya kursens politik". Det politiska programmets primära mål var att förena "de kroatiska länderna" inom Dubbelmonarkin, förbättra deras politiska status, avbryta den österrikiska hegemonin, förhindra germanisering och den politik som uppmuntrade till fortsatt immigration och kolonisering av tysktalande i rikets södra och sydöstra delar. Något som skulle uppnås genom ett politiskt närmande till ungrarna. Resolutionens huvudsakliga premiss var att ge stöd för ungrarnas strävan efter mer autonomi vilket skulle lägga grunden för de kroatiska provinsernas administrativa förening och den kroatiska nationens självförverkligande.   

## Bakgrund
I samband med den österrikisk-ungerska kompromissen år 1867 skapades dubbelmonarkin Österrike-Ungern. Kompromissen innebar att det dåvarande Österrike delades in en österrikisk och ungersk rikshalva och att den österrikiska regeringen i Wien likställdes med den ungerska regeringen i Budapest. Den nya ordningen innebar att monarkin delades in i två intressesfärer. Kroaterna hade allt sedan parlamentet i Cetin år 1527 lytt under habsburgarna. Skapandet av dubbelmonarkin innebar att de i politisk och administrativ mening delades upp mellan de två rikshalvorna. Dalmatien och Istrien hamnade under österrikiskt inflytande medan det centrala Kroatien och Slavonien hamnade under ungerskt inflytande. Denna indelning och politiska fragmentering accepterades inte av kroaterna som sökte administrativ återförening av de kroatiska länderna inom monarkin.

## Tillkomst

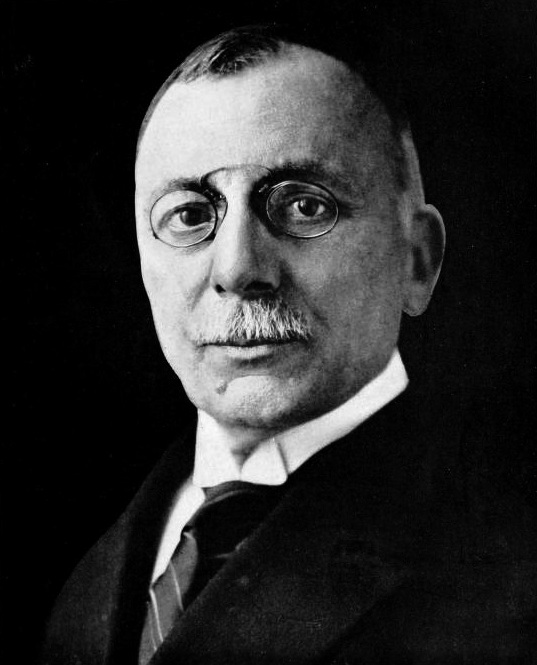
Ante Trumbić – en av deltagarna vid sammankomsten och en av de starkaste förespråkarna av Rijekaresolutionen.

I oktober 1905 samlades politiska representanter från den istriska, dalmatiska och kroatisk-slavonska lantdagen i Rijeka. Konferensen samlade både kroatiska och serbiska delegater och var historisk eftersom den var den första politiska sammankomsten av representanter och sittande lantdagsledamöter från alla kroatiska provinser inom Dubbelmonarkin. Bland annat deltog politikerna Ante Trumbić, Frano Supilo, Pero Čingrija och Stjepan Zagorac. Mötet tog plats i vad som idag kallas Radio Rijekas byggnad som då var säte för "Narodna čitaonica riečka" (Rijekas folkläsrum) – en kulturell och social sammanslutning för kroatisktalande i Rijeka. Sammankomsten stöddes av alla kroatiska partier utom Rena rättspartiet och Kroatiska folkbondepartiet.  Efter två dagars konfererande antogs den så kallade Rijekaresolutionen den 3 oktober 1905.

## Slutsatser
Resolutionen gav stöd till den ungerska oppositionen och Ferenc Kossuths ungerska självständighetsparti som sökte självständighet för Ungern. I resolutionen uttrycktes en strävan efter politisk försoning mellan den kroatiska och ungerska nationen. Därtill krävdes garantier för kroaternas kulturella och politiska oberoende samt ekonomiska utveckling. Resolutionen ställde även krav på att Ungern skulle godkänna Dalmatiens administrativa förening med Kroatien och Slavonien. Mot bakgrund av den politiska situationen i Kroatien och Slavonien som stod under ungerskt inflytande krävdes införande av konstitutionella friheter samt garantier för att demokratiska, medborgerliga och politiska friheter skulle respekteras. Rijekaresolutionen krävde med några få undantag strikt tillämpning av den kroatisk-ungerska kompromissen från år 1868.

## Eftermäle
Kort efter att resolutionen hade antagits upprättades en kommitté med uppgift att inleda direkta förhandlingar med ungerska oppositionspolitiker i syfte att implementera resolutionens slutsatser. Även om resolutionens slutsatser aldrig tillämpades lämnade den viktiga avtryck på det politiska livet i de kroatiska provinserna. Den politiska sammankomsten som föranledde resolutionen hade för första gången samlat politiker från alla kroatiska provinser. I mötet deltog även kroatienserbiska delegater vilket speglade de förbättrade relationerna mellan kroatiska och serbiska politiker som vuxit fram ur "den nya kursens politik". Mötet var tillsammans med den något senare antagna Zadarresolutionen en ouvertyr för etableringen av den Kroatisk-serbiska koalitionen i slutet av år 1905. Denna valallians av kroatiska och serbiska partier i de kroatiska provinserna inom Österrike-Ungern blev den dominerande politiska kraften i de kroatiska länderna – från koalitionens etablering år 1905 till Österrike-Ungerns upplösning år 1918.           